# Rio Saibadela
Rio Saibadela é um rio brasileiro localizado no estado de São Paulo, no município de Sete Barras, parcialmente dentro do Parque Estadual Intervales.